# Gabelschrofen (Ammergauer Alpen)
Der Gabelschrofen ist ein 1989 m ü. NHN hoher Berg in den Ammergauer Alpen in Bayern.
Der Gipfel ist als Kletterei (II) über den Gabelschrofensattel durch eine Rinne zu erreichen. Startpunkte: Kenzenhütte, Tegelberg-Bergstation, Bleckenau oder Hotel Ammerwald.
Der Gabelschrofen liegt im Naturschutzgebiet Ammergebirge (NSG-00274.01).